# ديفيد غرايسون
ديفيد غرايسون (بالإنجليزية: David Grayson)‏ هو لاعب كرة قدم أمريكية أمريكي، ولد في 27 فبراير 1964 في سان دييغو في الولايات المتحدة.

## وصلات خارجية
- ديفيد غرايسون على موقع مرجع كرة القدم المحترفة.كوم (الإنجليزية)